# Corryton

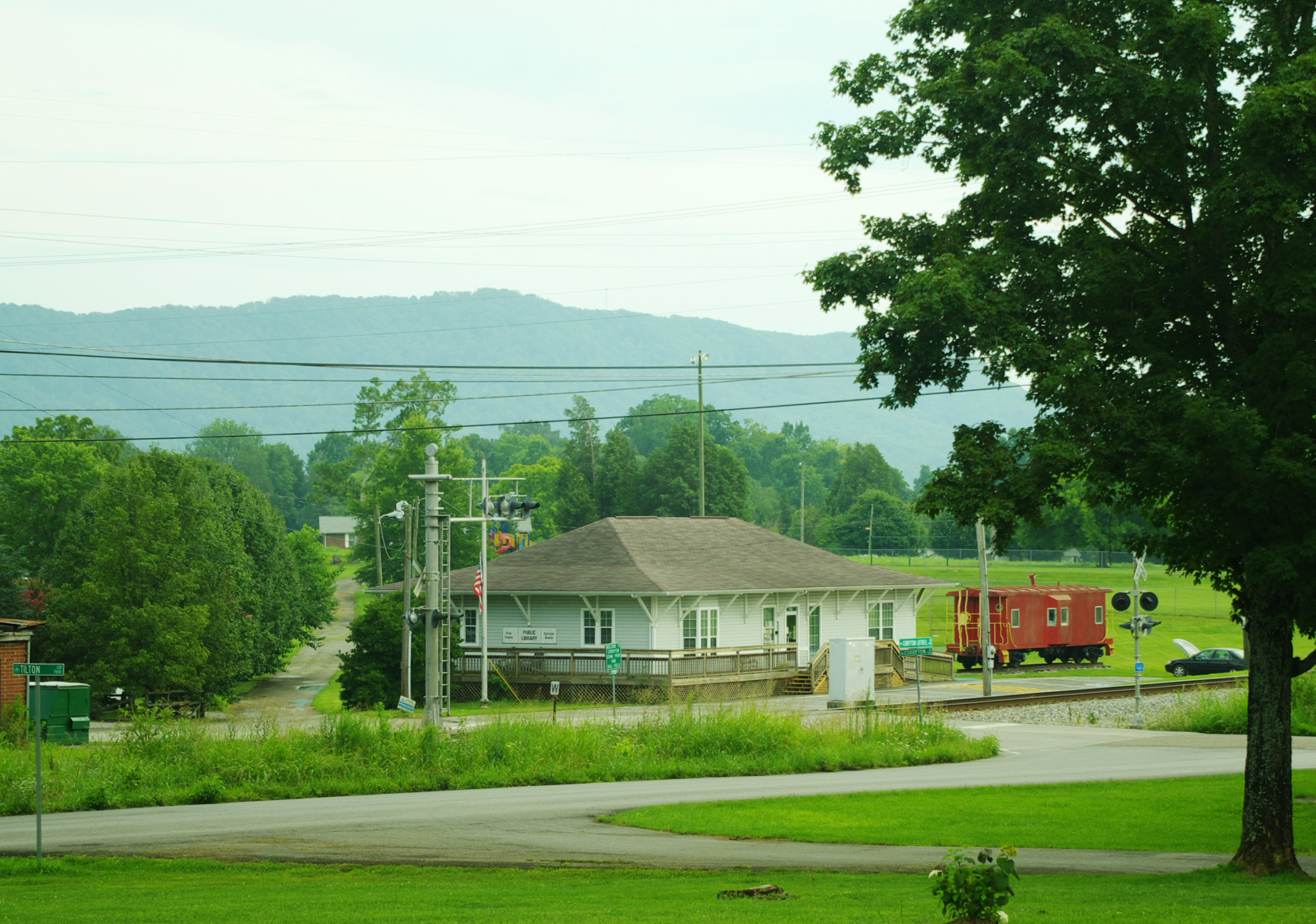
Biblioteca de Corryton. 2015.

Corryton es un pueblo de unos 700 habitantes en el estado de Tennessee, Estados Unidos.  Está situado a 23 kilómetros al norte de Knoxville.  Corryton goza de un clima templado y buenas vistas de los cerros House y Clinch. Hay varias granjas en la zona.
Corryton no tiene gobierno municipal, pero tiene una escuela primaria, una biblioteca pública y un parque. 
- Datos: Q3473671
- Multimedia: Corryton, Tennessee / Q3473671